# Sturz ins Leere
Sturz ins Leere (Originaltitel: Touching The Void) ist ein britisches Dokudrama aus dem Jahr 2003. Regie führte Kevin Macdonald. Er basiert auf dem gleichnamigen Buch von Joe Simpson von 1988. Der Film erschien am 22. April 2004 in der Schweiz, in Deutschland eine Woche später und in Österreich am 20. August 2004.

## Handlung

### Überblick

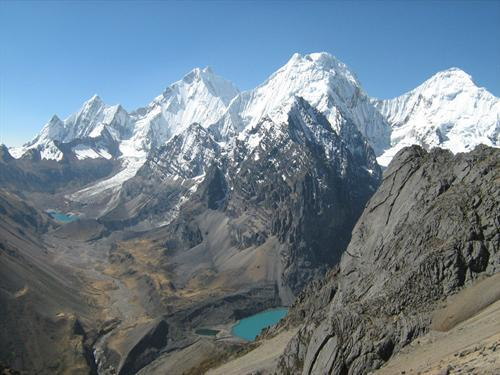
Der Siula Grande (Zweite von rechts)

Erzählt wird die dramatische Geschichte der britischen Bergsteiger Joe Simpson (25) und Simon Yates (21), die im Juni 1985 den Siula Grande bestiegen, einen 6344 m hohen Berg der peruanischen Anden. Sie durchstiegen als erste die Westflanke. Beim Abstieg vom Berggipfel verunglückte Simpson im Schneesturm, wobei er mehrere Brüche im rechten Bein erlitt. Yates versuchte ihn darauf abzuseilen. In einer verzweifelten Lage musste er jedoch das Seil zum unter ihm hängenden Simpson durchschneiden. Dieser fiel in eine tiefe Gletscherspalte und Yates war sicher, dass er den Tod gefunden hatte. Simpson jedoch fand daraus einen Ausweg und konnte unter tagelangen Strapazen über Gletscher und Geröll zum Lager zurückkriechen, wo er von Yates und einem Begleiter gefunden wurde.
Geschildert wird im Film insbesondere Simpsons Überlebenskampf – dass er schließlich in ein Krankenhaus gebracht wurde und überlebte, wird jedoch nicht gezeigt.

### Im Einzelnen
Auf ihrer Anreise zum Siula Grande treffen Simpson und Yates noch in der peruanischen Hauptstadt, Lima, auf den britischen Weltenbummler Richard Hawking. Obwohl dieser kein Bergsteiger ist, begleitet er sie bis ins Basislager, das sie unterhalb der Schneegrenze auf rund 4500 m Höhe einrichten und passt dort auf die Zelte auf.
Die Bergsteiger wollen den Siula Grande im alpinen Stil erklettern, das heißt ohne Vorratsdepots, sondern in einem Zug auf den Gipfel. Zunächst läuft alles perfekt, nach dem ersten Tag sind sie weiter gekommen als gedacht, obwohl die Felswand schwieriger und steiler ist als angenommen. Am zweiten Tag kommen sie noch höher. Es wird zunehmend kälter, stürmischer und sie kämpfen mit Lawinen. Am dritten Tag erreichen die beiden den Gipfel.
Danach beginnt der Abstieg. Simpson und Yates wollen noch am selben Tag über den Nordkamm hinunter. Doch der Schnee auf dem Bergkamm ist sehr tief und die beiden kommen nur langsam voran. Durch einen Wechtenbruch stürzt Simon unerwartet, wird aber vom Kletterseil gehalten und bleibt unverletzt. Danach beschließen sie, an einer anderen Stelle wieder über die Westflanke abzusteigen. Dabei stürzt Joe auf rund 5800 m Höhe ab und bricht sich das rechte Bein und Knie. Seine Unterschenkelknochen werden durch das Kniegelenk bis in den Oberschenkel geschoben. Beim Druck von unten spaltet sich der Oberschenkel ab und Joe verliert viel Blut.
Nun seilt Simon in einer fast aussichtslosen Ein-Mann-Rettungsaktion den verletzten Joe über die Westflanke des Siula Grande ab. Dies geschieht ohne Selbstsicherung, weil der Pulverschnee lose ist und sie deshalb keine Eisschrauben verwenden können. Als Sicherung gegen Absturz und um danach den jeweils anderen abseilen zu können graben sie sich jeweils einen „Sitz“ in den losen Schnee, der aber nicht lange hält bzw. abzurutschen beginnt. Sie nehmen zwei 9-mm-Seile von je 45 m Länge und knoten diese zusammen. Daran wird Joe den Berg hinuntergelassen. Wenn der Knoten am Karabinerhaken von Simon anstand, klinkt er das Seil aus, wobei Joe versucht, sich so gut wie möglich in der Felswand zu sichern, und hängt das Seil aus, um es mit dem Knoten unterhalb der Seilsicherung wieder einzuhängen. Danach kann er Joe noch mal eine Seillänge hinunter lassen. Simon lässt seinen Partner schnell hinab, weil er weiß, dass sie so rasch wie möglich hinunterkommen müssen, um nicht zu erfrieren. Dennoch erleiden sie Erfrierungen und warme Speisen können sie sich nicht mehr zubereiten, da ihr Gasvorrat ausging. Beim Abseilvorgang schlägt Joe sich immer wieder das Bein an und erleidet enorme Schmerzen. Zudem kämpfen sie mit kleinen Lawinen und Sturm.
Abgemacht ist, dass Joe jeweils nach einem Abseilabschnitt sein Gewicht vom Kletterseil nimmt, damit Simon das Seil umhängen kann. Als Joe am fünften Tag über einen Felsvorsprung fällt und wenige Meter weit von der Felswand entfernt am Seil in der Luft hängt, kann er dies nicht mehr. Ihm fehlt die Kraft, sich mit gefrorenen Fingern hochzuziehen und mit dem Eispickel kann er die Wand nicht erreichen. Simpson wartet am Seil hängend in Todesangst auf ein Zeichen oder das Hochziehen von Yates und weiter oben wartet Yates auf ein Zeichen oder das Hochklettern von Simpson. Beide rufen sich zu, doch aufgrund andauernden Sturms können sie einander nicht hören.
Simon wartet mehr als eine Stunde, wobei er in seinem „Sitz“ Stück für Stück immer tiefer rutscht. Als seine Kräfte schwinden entschließt er sich, das Seil mit einem Taschenmesser durchzutrennen. Joe stürzt ab und fällt viele Meter tief in eine etwa 10 m breite Gletscherspalte.
Simon geht davon aus, dass Joe diesen Sturz nicht überlebt haben kann. Er kehrt nach einem weiteren nächtlichen Biwak, das er an der Felswand in einer kleinen, von ihm hergestellten Schneehöhle durchsteht, über den Gletscher laufend ins Basislager zurück und trifft dort wieder auf den Lagerhüter Richard. Sie verbrennen am nächsten Tag Joes Bekleidung, als Abschiedszeremonie, weil sie davon ausgehen, dass er nicht überlebt hat.
Nach seinem Sturz in die Gletscherspalte ist Joe aber noch am Leben – ohne Nahrung und Wasser. Als er merkt, dass Simon nicht mehr da ist, verzweifelt er fast. Er versucht zum Loch, durch das er hineingestürzt war, wieder hinauszuklettern. Als er scheitert, beschließt er, sich nach unten abzuseilen. Mit nur einem belastbaren Bein stellt sich das als ein schweres Unterfangen heraus. Joe findet aber einen Ausgang und kann sich nach vielen Stunden aus der Spalte befreien. Er ist nun auf dem spaltenreichen Gletscher und kriecht mühsam Richtung Basislager, wobei er versucht, den abwärts führenden Fußspuren von Simon zu folgen, sofern diese nicht zugeschneit sind. Als er an der Gletscherzunge ankommt, quält er sich, nachdem er einen Großteil seiner Ausrüstung zurückgelassen hat, kriechend und stolpernd über die Schuttberge der Moränen und vorbei am Ufer eines unterhalb davon befindlichen Gebirgssees.
Joe hat Angst, dass Simon und Richard das Basislager möglicherweise schon verlassen haben. Als er mit seinen Kräften am Ende ist, dröhnt für lange Zeit Brown Girl in the Ring von Boney M in seinen Ohren, ursprünglich ein jamaikanisches Kinderlied. Er sagt im Film, er hasse diesen Song und wolle auf keinen Fall dazu sterben.
Somit rafft sich Joe auf, kriecht nachts bis kurz vor das Basislager und bleibt am siebenten Tag erschöpft im dortigen Latrinenbereich liegen. Er ruft mitten in der Nacht mehrmals nach Simon, dieser hört und findet ihn schließlich. Mit Richard bringt er Joe ins Zelt, wo sie ihn mit Lebensmitteln versorgen und notdürftig verarzten.
Am nächsten Tag starten die drei Abenteurer den zweitägigen Weg mit Joe festgezurrt auf einem Maulesel, was im Filmabspann angerissen ist. Nicht mehr im Film zu sehen ist die anschließende Autofahrt nach Lima, wo der schwerverletzte Joe in ein Krankenhaus kommt.

## Hintergrund
- Joe Simpson wurde in den folgenden zwei Jahren sechsmal operiert und konnte danach auch wieder bergsteigen. Er erlitt drei weitere lebensgefährliche Kletterunfälle. Bei einem dieser Unfälle im Himalaya brach er sich das zweite Bein. 2003 berichtet er in einem anderen Buch über seine Schwierigkeiten und über das Aufhören mit dem Klettern.
- Simon Yates litt psychisch viele Jahre unter dem Erlebnis. Ferner erhielt er auch Vorwürfe von anderen Bergsteigern, die bis hin zur Verdächtigung gingen, er habe Simpson zu töten versucht. Simpson nahm Yates in Schutz und veröffentlichte dazu auch einen Zeitschriftenartikel. Als das Buch erschien, war die Kontroverse bereits beigelegt.
- Die Landschaftsaufnahmen des Films wurden am peruanischen Siula Grande gefilmt, die Nahaufnahmen in den französischen Alpen.
- Die Kommentare im Film wurden von den Bergsteigern selbst gesprochen, die Szenen allerdings von Brendan Mackey (als Joe Simpson) und Nicholas Aaron (als Simon Yates) nachgestellt.
- Ein weiterer Film, Touching the Void: Return to Siula Grande, der 2004 erschien und 24 Minuten lang ist, beschreibt die für die Dreharbeiten zum Film Sturz ins Leere nötige Rückkehr beider Bergsteiger zum Siula Grande.

## Rezeption

### Kritiken
„Dramatisches Dokudrama nach einer wahren Begebenheit, dessen Text von den in die Originalhandlung verwickelten Alpinisten eingesprochen wird. Obwohl der Film keine Spannung im klassischen Sinne aufbaut, fesselt er durch atemberaubende Landschaftsaufnahmen und die Einblicke in die menschliche Seele.“

„[…] Sturz ins Leere mischt Interview-Sequenzen, in denen Joe und Simon ihre Geschichte erzählen. Dazwischen das filmische Tagebuch, in dem Schauspieler die Ereignisse nachspielen. Gedreht wurde dafür in Peru sowie in den Französischen Alpen. Obwohl man als Zuschauer weiß, dass Joe am Ende überleben wird, geht der Kino-Film förmlich unter die Haut. Joe erzählt unverblümt seine Empfindungen und Gedanken in den Momenten, in denen er zu sterben glaubte. Dass er nicht alleine sterben wollte, ist nachvollziehbar. Weshalb er allerdings nach sechs Operationen wieder in die Berge zog, verstehen wohl nur Extremsportler.“

„Mit Schauspielern in Spielfilmqualität nachgestellt, beeindruckt das Dokudrama mit kühnen Stunts und einer visuellen Direktheit, die die Schmerzen fühlbar macht.“

### Auszeichnungen
- 2004: BAFTA Award, Alexander Korda Award for Best British Film für John Smithson, Kevin Macdonald
- 2004: British Independent Film Awards, British Independent Film Award in den Kategorien Best Documentary und Best Technical Achievement
- 2004: Evening Standard British Film Award in der Kategorie Best Film für Kevin Macdonald
- 2004: Internationales Bergfilmfestival Tegernsee, Gewinner in der Kategorie Alpines Abenteuer[5]
- 2004: Seattle Film Critics Awards in der Kategorie Best Documentary (gemeinsam mit dem Film Control Room)
- Die Deutsche Film- und Medienbewertung FBW in Wiesbaden verlieh dem Film das Prädikat wertvoll.